# Styloleptus dozieri
Styloleptus dozieri là một loài bọ cánh cứng trong họ Cerambycidae.